# HD 20193
HD 20193，又名BD+32 591，SAO 56293、HR 975，是一颗恒星，视星等为6.31，位于銀經154.91，銀緯-20.9，其B1900.0坐标为赤經3h 9m 36s，赤緯+32° -20.9′ 6″。